# Necronomicon (groupe canadien)
Pour les articles homonymes, voir Necronomicon (homonymie).
Necronomicon (aussi stylisé NecronomicoN) est un groupe canadien de death metal, originaire de Montréal, au Québec.

## Histoire
Le groupe est formé en 1988 entre La Baie et Montréal, au Québec, et se compose à l'époque du chanteur et guitariste Rob « The Witch » Tremblay, de la bassiste Catherine et du batteur Jean-François Boucher. Peu de temps après, le groupe a sorti sa première démo, Morbid Ritual. En raison de plusieurs changements de line-up autour de Tremblay, la sortie du disque suivant est retardée à 2006, sous la forme d'un EP The Silver Key, produit par Pierre Rémillard et enregistré aux Victory Studios. Par la suite, le groupe joue dans différents festivals, comme le Milwaukee Metalfest et le Montréal Metalfest, et fait également la première partie de groupes comme Mercyful Fate ou Cradle of Filth. 
En 1999, le premier album Pharaoh of Gods, enregistré aux Peter Pan Studios, sort sur Hypnotic Records. Après la fermeture de Hynotic Records, l'album est réédité en 2002 par Unique Leader Records. En automne 2002, le groupe est parti en tournée au Canada avec Kataklysm et Blood of Christ. Le deuxième album suit en 2003 sous le nom de The Sacred Medicines. Ce n'est qu'en 2009 que le groupe est entré en studio pour enregistrer son album suivant, qui sort sous le nom de The Return of the Witch. Le groupe comprenait désormais, outre Tremblay, le bassiste Diego Rodriguez et le batteur Rick. Sur l'album suivant, Rise of the Elder Ones, sort en 2013 sur Season of Mist, Armaros est le nouveau bassiste.
Fin 2018, le groupe annonce la sortie d'un nouvel album en 2019. Ils sortent un premier single, Paradise Lost, avant de sortir l'album Unus qui attire l'intérêt de la presse spécialisée,.

## Style musical
Selon laut.de, le groupe joue un mélange de black metal et de death metal. Pharaoh of Gods propose du death metal dans le style de Morbid Angel. Sur The Sacred Medicines, Necronomicon serait devenu plus atmosphérique et mélodique, sans pour autant avoir perdu ses racines death et black metal. Dans sa critique de The Return of the Witch parue dans Metal Hammer, Thomas Strater indique que le groupe se situait entre Acheron, Samael et Behemoth. Le chant serait certes dur, mais compréhensible. Les riffs vont du « sifflement sombre aux envolées thrash en passant par le fouet brutal ». De plus, le jeu de batterie rapide avec une double basse rapide et les « accents sur les cymbales qui servent les chansons » seraient caractéristiques, ce qui rappelle à nouveau Behemoth.

## Accueil
Pour Blabbermouth.net, « Necronomicon est l'un des noms les plus connus de la scène death metal, avec un son death metal exclusif complété par des voix angéliques, des récits et, bien sûr, des riffs de guitare destructeurs et une batterie impitoyable qui alimentent les violents mosh pits qui convergent sans faute aux pieds de ce groupe formidable. »

## Discographie
- 1992 : Morbid Ritual (démo, auto-publié)
- 1996 : The Silver Key (EP, auto-publié)
- 1999 : Pharaoh of Gods (album, Hynotic Records)
- 2003 : The Sacred Medicines (album, Skyscraper Music)
- 2010 : The Return of the Witch (album, Napalm Records)
- 2013 : Rise of the Elder Ones (album, Season of Mist)
- 2019 : Unus (album, Season of Mist)